# Верхняя Полдневая
Верхняя Полдневая — деревня в городском округе Богданович Свердловской области. Управляется Байновским сельским советом.

## География
Населённый пункт расположен по обоим берегам реки Полдневая в 17 километрах на юг от административного центра округа — города Богданович. Высота над уровнем моря — 151 метр.
В окрестностях посёлка к западу расположен рудник по добыче огнеупорной глины на Троицко-Байновское месторождении.

### Часовой пояс
Верхняя Полдневая, как и вся Свердловская область, находится в часовой зоне МСК+2. Смещение применяемого времени относительно UTC составляет +5:00.

## Население
| 2002 | 2010 | 2021 |
| ---- | ---- | ---- |
| 270  | ↘161 | ↘90  |

Структура
По данным переписи 2002 года национальный состав следующий: русские — 83 %, марийцы — 12 %. По данным переписи 2010 года в селе было: мужчин — 80, женщин — 81.

## Инфраструктура
Деревня разделена на девять улиц (50 лет ВЛКСМ, 8 Марта, 9 Января, Аул, Заречная, Кунавина, Ленина, Рабочая, Свердлова), два переулка (Заречный, Кооперативный) и один участок (Правдино).